# Мишуніна Тамара Мар'янівна
Мишуніна Тамара Мар'янівна (нар. 3 грудня 1948, Київ) — український вчений у галузі медичної біохімії та ендокринології, доктор біологічних наук (1995), головний науковий співробітник (2008), Відмінник охорони здоров'я СРСР.

## Біографія
Народилась 3 грудня 1948 року в Києві. У 1973 році закінчила біологічний факультет Київського університету за спеціальністю «біохімік». Кар'єру почала з Інституту біохімії ім. О. В. Палладіна АМН України. У 1969 році почала працювати в  Інституті ендокринології та обміну речовин ім. В. П. Комісаренка АМН України. Займала посади провідного наукового співробітника (1991), завідувача лабораторії з питань вивчення впливу гормонів на ЦНС відділу патофізіології ендокринної системи (2004), головного наукового співробітника (2008).

## Наукова діяльність
З'ясувала роль гамма-аміномасляної кислоти у механізмах дії гормонів кори надниркових залоз на функціональний стан мозку та у процесах нейроендокринної регуляції кортикотропної функції гіпофізу[джерело?]. На основі одержаних даних сформульована концепція, згідно з якою тривале порушення функціонування ГАМК-ергічної системи лімбічних структур мозку або аденогіпофізу при створених впливах може бути однією з причин зривів регуляторних нейроендокринних механізмів, що є нейропатогенетичною основою виникнення хвороби Іценко-Кушинга.
Працювала у комісії Фармкомітету МОЗ України, апробаційної ради Інституту ендокринології та обміну речовин ім. В. П. Комісаренка АМН України, етичної комісії Українсько-Американського тиреоїдного проекту, головою ревізійної комісії місцевого комітету профспілки інституту, Малої Академії наук України[джерело?].

## Нагороди
Нагороджена медаллю «В пам'ять 1500-летия Киева», знаком «Відмінник охорони здоров'я СРСР», почесною грамотою Міністерства освіти України[джерело?].

## Вибрані праці
- ГАМК-ергічна система у дітей, хворих на інсулінзалежний цукровий діабет // Журн. АМНУ. 1996. Т. 2, № 1

- Geriatric men at altitudes: Hypoxic venti-latory sensitivity and blood dopamine chan-ges // Respiration. 2000. Vol. 67, № 3
- On the possible role of gamma-aminobutyric acid in thyroid carcinogenesis // Expe-rimental Oncology. 2003. Vol. 25, № 1
- Основні молекулярні механізми апоптозу та їх порушення при канцерогенезі щитоподібної залози // Журн. АМНУ. 2006. Т 12, № 4
- Apoptosis anomalies in thyroid gland cells of unchanged extratu-moral tissue of microfollicular structure // Experimental Oncology. 2012. Vol. 34, № 2
- Changes in active lysosomal cysteine cathepsins from thyroid papillary carcinoma tissues with various biological characteris-tics // International J. of Physiology and Patophysiology. 2015. Vol. 6, № 1